# Gatika
Gatika è un comune spagnolo di 1 295 abitanti situato nella comunità autonoma dei Paesi Baschi.